# آلبرت پردی
آلبرت پردی (انگلیسی: Albert Purdy; ۱۵ مارس ۱۸۹۹ – ژوئن ۱۹۹۱ (۹۲ ساله)) بازیکن فوتبال اهل بریتانیا بود.
از باشگاه‌هایی که در آن بازی کرده‌است می‌توان به باشگاه فوتبال چارلتون اتلتیک، باشگاه فوتبال دارتفورد، باشگاه فوتبال ساوتند یونایتد، باشگاه فوتبال تاتنهام هاتسپر، و باشگاه فوتبال برنتفورد اشاره کرد.